# Paul Francken
Paul Francken (Antwerpen, 28 november 1914 - Edegem, 16 juli 1989) was een Belgisch bedrijfsleider. Hij was vicevoorzitter en afgevaardigd bestuurder van Gevaert Photo-producten.

## Biografie
Paul Francken behaalde het diploma van licentiaat in de handels- en consulaire wetenschappen en promoveerde tot doctor in de handelswetenschappen. Hij trad in 1939 in dienst bij Ford Company Belgium. In 1946 stapte hij over naar Gevaert Photo-producten, waar hij de rest van zijn carrière bleef. In 1964 werd Francken beheerder-directeur bij fusiegroep Agfa-Gevaert, in 1965 beheerder van de houdstermaatschappij Gevaert Photo-producten. In 1977 werd hij afgevaardigd bestuurder en in 1985 ondervoorzitter van Gevaert Photo-producten, functies die hij tot zijn overlijden bekleedde.
Hij was jarenlang bestuurder en lid van het directiecomité van het Vlaams Economisch Verbond, waarvan hij ondervoorzitter werd. Hij bekleedde bestuursmandaten bij onder meer de Kredietbank, de Antwerpse Diamantbank, de Vlaamse Uitgeversmaatschappij, rederij CMB en het Mercatorfonds. Samen met Pol Provost, Frans Wildiers en Fernand Nédée lag hij in 1967 aan de basis van De Financieel-Economische Tijd, die in januari 1968 voor het eerst verscheen. In 1984 volgde hij Hendrik Cappuyns als voorzitter van Uitgeversbedrijf Tijd op, een functie die hij tot 1988 bekleedde.